# 李克麟

李克麟

李克麟（1942年9月14日—2018年2月1日），中国企业家，中国海运集团总公司前总裁。浙江镇海县（宁波）人。

## 生平
1942年9月14日出生。早年就读于上海海事大学。1963年－1993年，先后担任上海远洋运输公司的船长，上海远洋运输公司航运处副处长和上海远洋运输公司的总经理。1993年，出任中国远洋运输（集团）总公司副总裁。1997年，出任中国海运（集团）总公司总裁。2006年退休。
2018年2月1日凌晨，於上海華山醫院病逝，享年76歲。

## 传奇
李克麟掌舵中海长达九年之久，可谓中国远洋航运业的功臣。其对国际航运周期变化掌握极为准确，善于“逆势扩张”，从而将中海扭亏为盈，并创造了巨额效益。
李克麟曾先后在三次国际航海业低弥时期进行逆势扩张。1997年，中海一组建便撞上亚洲金融危机。当时国际航运业非常不景气，很多大航运公司被迫卖船，或则低价出租船舶，甚至到了拆船的地步。中海在此时积极改造旧船只，并将旧船老船翻修成集装箱船舶。当时国际船租低廉，中海并斥资租用船只。因为航运业的萧条，造船业也不景气，中海便大量定购船只，趁廉价大量扩充船队。不久，国际船运业复苏，运费船价均大幅上扬，此时恰好中海订造的船只到位，马上便投入运营，挣得大笔利润。
2002年，国际航运业再度不景气，李克麟却斥巨资20亿元，扩大中海远洋集装箱运输业务的规模，逆势扩张。同年并大量定制集装箱，数量高达8万个。航运业回暖之时，又赚入高达6亿美元的净利润。 
中海刚成立时即大幅亏损，在李克麟运作下，至2004年，中海总收入高达476.8亿元，其中净盈利亦高达84.8亿元，业绩骄人。